# 鹿久徵
鹿久徵（1541年3月18日—1607年10月7日），字子誠，號豫軒，直隸定興（今河北）人，蒙古族寶格氏，明朝政治人物，同進士出身。

## 生平
隆慶四年（1570年）中庚午科順天鄉試舉人。萬曆八年（1580年）登庚辰科進士。初任河南息县（今信阳）知县，後丁內艱歸。補山西襄垣縣知縣，擢陕西道監察御史，巡視北城，後丁外艱歸。补江西道，巡按苏松诸郡，有直諫名。神宗以考察不当为由，罢兵部并南北科道三十余人，御史马经纶为之说情，亦夺职。久徵还朝，又上疏申救，被贬為山西泽州（今晉城）判官，不久升為河南荥澤縣知縣，未到任即卒。嘉靖年間追贈光祿寺少卿，晉奉議大夫，崇祀鄉賢祠。

## 家族
曾祖鹿景玉、祖鹿文通、父鹿府，壽官；母李氏。妻王氏，弟久大、久光。